# Ju Se-jong
Ju Se-jong (ur. 30 października 1990 w Anyang) – południowokoreański piłkarz grający na pozycji pomocnika w Asan Mugunghwa.

## Życiorys
Jest wychowankiem klubu akademickiego Konkuk University. W latach 2012–2016 był piłkarzem Busan IPark. 5 stycznia 2016 odszedł do FC Seoul. 5 stycznia 2018 został wypożyczony do Asan Mugunghwa.
W reprezentacji Korei Południowej zadebiutował 5 sierpnia 2015 w zremisowanym 1:1 meczu z Japonią. Został powołany na mistrzostwa świata 2018.